# دابیبی
جاناتان لیندل کرک (زادهٔ ۲۲ دسامبر ۱۹۹۱) شناخته شده با نام دابیبی (به انگلیسی: DaBaby)؛ (قبلاً با نام بیبی جیزس)؛ رپر، خواننده، و ترانه‌نویس اهل شارلوت، کارولینای شمالی در ایالات متحده آمریکا است. او پس از انتشار چندین میکس‌تیپ در سال‌های ۲۰۱۴ تا ۲۰۱۸ و تک‌آهنگ «راک استار» به شهرت رسید.